# Cybaeolus
Cybaeolus là một chi nhện trong họ Hahniidae.